# HC Mill
HC Mill is een Nederlandse hockeyclub uit de Noord-Brabantse plaats Mill.
De club werd opgericht op 10 september 1967 en speelt op Sportpark Mill waar ook een voetbalvereniging is gevestigd. De club heeft in het seizoen 2012/13 geen standaardteams in de bondscompetities van de KNHB en behoort tot de kleinere clubs van Nederland.